# Polizeioberwachtmeister
Polizeioberwachtmeister (Abkürzung POW) ist in der bayerischen Polizei die Dienstbezeichnung eines Anwärters der 2. Qualifikationsebene (QE) oder 3. QE. In den übrigen deutschen Bundesländern existiert das Amt des Polizeioberwachtmeisters nicht mehr, dort werden Anwärter erst nach Abschluss der Gesamtausbildung befördert, entweder zum Polizeimeister oder zum Polizeikommissar.
In Bayern werden angehende Polizisten, nach Absolvierung der ersten Ausbildungsstufe, vom Polizeimeisteranwärter/Polizeikommissaranwärter zum Polizeioberwachtmeister befördert. Polizeioberwachtmeister stehen im Vorbereitungsdienst (Ausbildung bzw. Studium) und beziehen Besoldungsgruppe A 5 (analog bspw. dem Dienstgrad Unteroffizier/Maat der Bundeswehr). Polizeioberwachtmeister sind in der 2. Qualifikationsebene Beamte auf Probe, in der 3. Qualifikationsebene bleiben sie bis zum Abschluss des Praktikums 2 Beamte auf Widerruf. Nach bestandener Qualifikationsprüfung erfolgt in der 2. QE die Beförderung zum Polizeimeister (Besoldungsgruppe A 7), in der 3. QE aber jene zum Polizeikommissar (Besoldungsgruppe A 9). Ein Polizeioberwachtmeister besitzt sämtliche Rechte und Pflichten eines Polizeivollzugsbeamten. Eine Einschränkung ist jedoch, dass er noch keine Ermittlungsperson der Staatsanwaltschaft ist, er darf also z. B. noch keine Wohnungsdurchsuchungen bei Gefahr im Verzug anordnen.
Die Ausbildung findet bei der Bereitschaftspolizei statt, das Studium an einer Fachhochschule der Polizei. Während des 3. Ausbildungsabschnittes absolvieren die Beamten der 2. QE ein Praktikum von einem Monat bei der Schutzpolizei; während des 4. Ausbildungsabschnittes (ehemals 2. Ausbildungsstufe, entspricht dem 2. Jahr der Ausbildung) absolvieren die Beamten ein Praktikum von insgesamt 3 Monaten bei der Schutzpolizei. Ähnliche Praktika gibt es auch für den gehobenen Dienst. Die Tätigkeit eines Polizeioberwachtmisters beschränkt sich somit in der Regel auf den Dienst an einem Standort der Bereitschaftspolizei, wo er die Befähigung zur Qualifikationsprüfung der 2. bzw. 3. QE des Polizeivollzugsdienstes erlangen soll. Allerdings kann ein POW auch zu geschlossenen Einsätzen der Bereitschaftspolizei herangezogen werden und agiert dann als Polizist, genauso wie bei den berufsvorbereitenden Praktika.
Das Dienstgradabzeichen besteht aus einer dunkelblauen Schulterklappe mit einem hellblauen Stern. Für Beamte der 3. QE  besteht das Dienstgradabzeichen aus einer dunkelblauen Schulterklappe mit einer silbernen Litze/Streife. Für die Wasserschutzpolizei gibt es keine Abzeichen, da sie nicht ausbildet.

Schulterklappen
POW, 3. QE (Pol.-Kommissaranwärter)
POW, 2. QE (Pol.-Meisteranwärter)
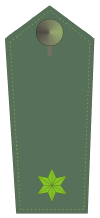
POW, „Oestergaard-Unif.“, ab 1976 (ebenso PHW, bis 1987 auch PM)
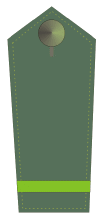
POW, „Oestergaard-Unif.“, optionales Abzeichen 1976–1993/94

## Dienstgradhistorie
In den meisten ländereigenen Polizeien, Schutzmannschaften und Gendarmerien des Deutschen Kaiserreichs stand der Oberwachtmeister an der Spitze der uniformierten Ordnungshüter, unterhalb der Ebene der Polizeioffiziere. In der kgl. Schutzmannschaft der Stadt Berlin wurde er bis 1908 Abteilungswachtmeister genannt. In der kgl. bayerischen Gendarmerie war ihm seit 1909 der Stabsoberwachtmeister vorgesetzt. Im Gendarmeriekorps des Großherzogtums Hessen-Darmstadt hießen die Wachtmeister und Oberwachtmeister noch bis 1880 Brigadier und Oberbrigadier. Im kgl. württembergische Landjägerkorps entsprach ihm ungefähr der Bezirksfourier, in der kgl. sächsischen Landgendarmerie annähernd der Kreisobergendarm. Der Oberwachtmeister rangierte mit dem Feldwebel der Armee, der bayerische Stabsoberwachtmeister stand jedoch dem Portepeefähnrich gleich.
In der Weimarer Republik und im Dritten Reich rangierte der Oberwachtmeister in den meisten Polizeien und Gendarmerien nur noch mit dem Dienstgrad Unteroffizier in Reichswehr und Wehrmacht. Junker als Polizeioffizieranwärter hatten dieselben Schulterstücke wie die Polizeioberwachtmeister. In der Republik Baden stand der Oberwachtmeister noch bis 1933 vor dem neu eingeführten Dienstgrad Gendarmerie- bzw. Polizeihauptwachtmeister, überall sonst und seitdem hinter ihm. Ab 1941 entsprach dem Polizeioberwachtmeister der Unterfeldwebel, während der neue Dienstgrad Revieroberwachtmeister (Schutzpolizei) bzw. Bezirksoberwachtmeister (Gendarmerie), in kasernierten Einheiten (Bereitschaftspolizei, Landespolizei) Zugwachtmeister (sic!), mit dem Feldwebel gleichauf war. Der Polizeihauptwachtmeister entsprach nun dem Oberfeldwebel.
In den Landespolizeien der Bundesrepublik Deutschland zählte der Polizeioberwachtmeister zum einfachen Dienst. Anfangs wie ein höherer Mannschaftsdienstgrad der Bundeswehr entlohnt, stand er nach Höherstufungen in der Besoldungsordnung A zuletzt in der Besoldungsgruppe A 5 (mit Amtszulage). Damit bezog er ein etwas höheres Gehalt als der Unteroffizier der Bundeswehr (Besoldungsgruppe A 5). Nach der Abschaffung des einfachen Dienstes in der Landespolizeien, Anfang/Mitte der 1970er Jahre, wurden die bisherigen Polizeiwachtmeister (A 5) zu Polizeioberwachtmeistern befördert. Darüber hinaus unterblieben aber Neubeförderungen, mit Ausnahme der bayerischen Landespolizei. Polizeibewerber rückten nach bestandener Ausbildung nun allgemein zu Polizeihauptwachtmeistern auf, nach deren bundesweiten Abschaffung im März 1993 aber zu Polizeimeistern.
Im Bundesgrenzschutz zählte der „Oberwachtmeister im BGS“ (seit 1976 „Polizeioberwachtmeisters im BGS“, beim Bundesgrenzschutz (See) seit 1972 „Maat im BGS“) von 1956 bis 1971 zur Dienstgradgruppe der Unterführer. Mit der Abschaffung des einfachen Dienstes im BGS (Grenzjäger-Laufbahn) 1976 kamen die Oberwachtmeister auf den Aussterbeetat. BGS-Bewerber wurden nun als Polizeihauptwachtmeisteranwärter im BGS angestellt. Zuvor war der Polizeihauptwachtmeister im BGS zum Eingangsamt des mittleren Dienst avanciert.
Bei der 1992 in den Bundesgrenzschutz übernommenen Bahnpolizei entsprach dem Polizeioberwachtmeister annähernd der Bundesbahnassistent im Bahnpolizeidienst (Besoldungsgruppe A 5).
In der Volkspolizei der DDR sowie in den Volkspolizei-Bereitschaften war Oberwachtmeister der VP der niederste Unterführerrang.
| Dienstgrad                     |                         |                                 |
| niedriger: Wachtmeister der VP | Oberwachtmeister der VP | höher: Hauptwachtmeister der VP |

### Historische Dienstgradabzeichen

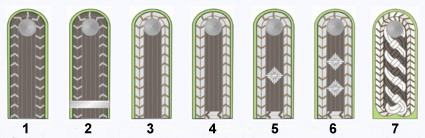
Schulterstücke Ordnungspolizei, 1941–1945:
Unterwachtmeister (1)
Rottwachtmeister (2)
Wachtmeister (3)
Oberwachtmeister / Junker (4)
Revier-, Bezirks-, Zug-Oberwachtmeister (5)
Hauptwachtmeister / Oberjunker (6)
Meister (7)

Bis zur Einführung der bundeseinheitlichen sogenannten Oestergaard-Uniform, zwischen 1976 und 1979, erlebte das Dienstgradabzeichen vielfältige zeit- und länderspezifische Wandlungen. Gegen Ende des Deutschen Kaiserreichs dominierte ein vom preußischen Militär adaptiertes System aus Kragen-, Ärmel- und Achselklappen-Tressen mit auffälligen Kragenknöpfen, ergänzt um den langen Wachtmeistersäbel oder den Offiziersdegen, mit Wachtmeister- oder Offiziersportepee. Die Machart von Uniform und Kopfbedeckung (Helm, Mütze) war oft in einer der Offiziersausführung ähnelnden Qualität. Nach Ende des Ersten Weltkriegs kamen neue Rangabzeichen auf. In der Regel war nun der Dienstgrad anhand von Schulterstücken abzulesen, die fallweise aus breiter Silbertresse (Freistaat Sachsen), blauem oder grünem Flechtwerk (u. a. Preußen) oder nebeneinander liegenden Plattschnüren (Drittes Reich) gefertigt waren. Die Schulterabzeichen ort- und zeitabhängig teils ohne, teils mit Rangstern oder Rangrosette. Unter dem Nationalsozialismus kam es zur Einführung reichsweit einheitlicher Schulterstücke aus Plattschnur, die 1941 ihre vorerst letzte Form erhielten.
Nach Ende des Zweiten Weltkriegs wurden in der Bundesrepublik Deutschland die Schulterstücke der nationalsozialistischen Ordnungspolizei in modifizierter Form weitergetragen, unter anderem entfiel jedoch bei allen Wachtmeistern (Sammelbezeichnung) die 1941 eingeführte silberne Querlitze am schulternahen Ende. Der Polizeioberwachtmeister trug unten „offene“ Schulterstücke, mit einem vierspitzigen silberfarbenen Rangstern. Die Schulterstücke kamen ab den 1960er Jahren langsam außer Tragung, nur der Bundesgrenzschutz behielt sie bis zum Jahr 2001 bei (die BGS-Dienstgrade POW und PHW entfielen bereits 1998). Bei den Länderpolizeien verwendete man nun meist silberfarbenen Gradabzeichen, in Form von ein oder zwei, selten drei Schwingen, Winkeln, Balken, Rosetten oder Sternen. Diese wurden oft an den Oberärmeln geführt, in einigen Kommunal- oder Länderpolizeien aber auf den Kragenspiegeln.
Mit Einführung der „Oestergaard-Uniform“ kam es zu einer Standardisierung der Rangabzeichen, indem man mittelgrüne Schulterklappen mit sechsspitzigen Rangsternen einführte. Den Polizeioberwachtmeister kennzeichneten, abhängig vom Bundesland, entweder eine eingewebte hellgrüne Quertresse oder ein hellgrüner, sechsspitziger Stern.  Das Stern-Abzeichen teilte er sich mit dem Polizeihauptwachtmeister und bis 1987 auch mit dem Polizeimeister. Letzterer erhielt dann zwei Rangsterne, analog zur Umstellung des Drei-Rangsterne-Systems auf das Vier-Rangsterne-System. Nach Abschaffung der Amtsbezeichnung Polizeihauptwachtmeister übernahmen alle Polizeioberwachtmeister bzw. die Polizeimeisteranwärter den hellgrünen, sechsspitzigen Rangstern; die Quertresse entfiel.